# Sarzedas
Sarzedas é uma povoação portuguesa sede da Freguesia de Sarzedas do Município de Castelo Branco, freguesia com 172,05 km² de área e 1017 habitantes (censo de 2021), tendo, por isso, uma densidade populacional de 5,9 hab./km².
Foi vila e sede de concelho entre 1212 e 1836. Este era constituído pelas freguesias de Almaceda, Sarnadas de São Simão e Sarzedas. Tinha, em 1801, 3 532 habitantes.
Pertence à rede de Aldeias do Xisto, sendo a localidade desta rede com maior número de residentes.

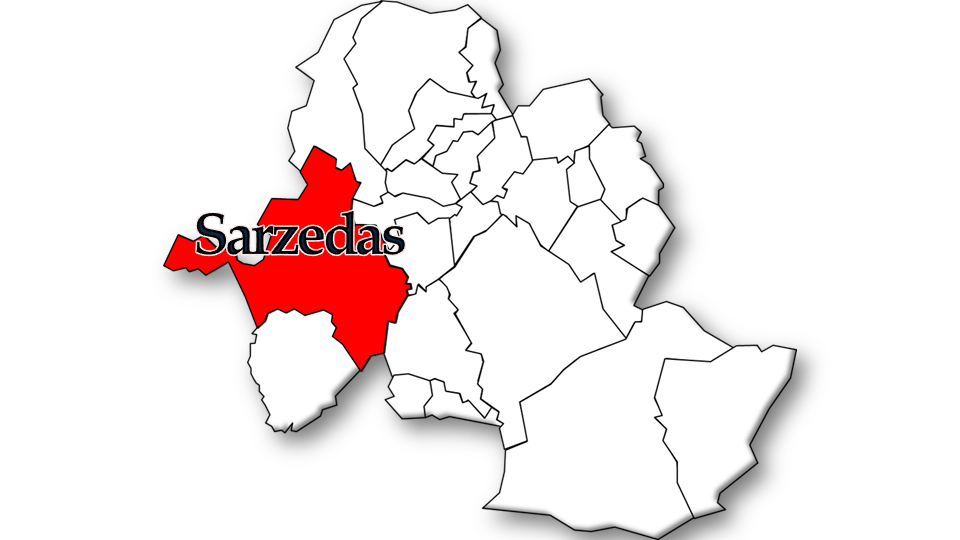
Localização no Município de Castelo Branco

## Demografia
Nota: Pelo decreto nº 12.613, de 1 de novembro de 1926, foram desanexados lugares desta freguesia para constituir a freguesia de Santo André das Tojeiras. Com lugares desta freguesia foi criada a freguesia de Juncal do Campo (decreto lei nº 22.844, de 19 de julho de 1933).
A população registada nos censos foi:
| Distribuição da População por Grupos Etários | Distribuição da População por Grupos Etários | Distribuição da População por Grupos Etários | Distribuição da População por Grupos Etários | Distribuição da População por Grupos Etários |
| -------------------------------------------- | -------------------------------------------- | -------------------------------------------- | -------------------------------------------- | -------------------------------------------- |
| Ano                                          | 0-14 Anos                                    | 15-24 Anos                                   | 25-64 Anos                                   | > 65 Anos                                    |
| 2001                                         | 93                                           | 139                                          | 681                                          | 825                                          |
| 2011                                         | 47                                           | 63                                           | 487                                          | 738                                          |
| 2021                                         | 41                                           | 33                                           | 366                                          | 577                                          |

## Freguesia
Além da sede, a Freguesia de Sarzedas é composta pelas seguintes 48 aldeias:
- Almoinhas
- Azenha de Baixo
- Azenha de Cima
- Cabeço do Infante
- Calvos
- Carrascal
- Casal Águas de Verão
- Casal Novo
- Gualdins
- Gatas
- Grade
- Juncoso
- Lisga
- Lomba Chã
- Magueija
- Malhada do Cervo
- Maxial do Campo
- Mendares
- Monte da Goula
- Nave
- Navejola
- Pé da Serra
- Pereiros
- Pisão
- Pomar
- Pousafoles
- Rapoula
- Rapoulinha
- São Domingos
- Salgueiral
- Salgueirinho
- Serrasqueira
- Sesminho
- Sesmo
- Silveira dos Figos
- Sobrainho da Ribeira
- Teixugueiras
- Vale Bonito
- Vale da Lancinha
- Vale da Santa
- Vale da Sertã
- Vale de Maria Dona
- Vale de Muge
- Vale de Ferradas
- Versadas
- Vilares de Baixo
- Vilares de Cima

## Património
- Igreja Matriz das Sarzedas
- Igreja da Misericórdia
- Pelourinho de Sarzedas
- Campanário de Sarzedas
- Fonte da Vila
- Capelas: São Pedro; São Jacinto; Santo António; São Sebastião; Santa Margarida; Santo Idefonso; São Domingos; Santa Maria Madalena; São Paulo; Nossa Srª. da Saúde
- Ermida de Santo Ildefonso